# نودیکو تاتیشویلی
نودیکو تاتیشویلی (به انگلیسی: Nodiko Tatishvili) (زاده ۵ نوامبر ۱۹۸۶) خواننده گرجستانی است.
او در مسابقه آواز یوروویژن ۲۰۱۳ به همراه سوفو جلووانی نماینده گرجستان بود.